# Raedykes
Raedykes era una fortificazione romana, nella Caledonia settentrionale, creata da Giulio Agricola nell'83.

## Storia
Uno dei primi accampamenti romani a nord del Gask Ridge fu quello scoperto nel 1916 a Raedykes, vicino Aberdeen nella Scozia settentrionale. Le legioni romane nel primo secolo d.C. crearono una serie di fortificazioni a nord del Moray Firth e della grande fortezza legionaria di Inchtuthill. Infatti Agricola creò il forte di Stracathro e gli accampamenti di Balmakewan, Kair House, Raedykes e Normandyles fino al piccolo porto di Devana (attuale Aberdeen).
Queste fortificazioni continuavano fino al forte di Cawdor, vicino Inverness e servirono per la vittoria romana nella battaglia del Monte Graupio, ma furono abbandonate all'improvviso pochi anni dopo il ritiro di Agricola dalla Britannia romana. L'accampamento di Raedykes fu riusato ed probabilmente ingrandito un secolo dopo, durante le Campagne in Britannia di Settimio Severo. Gabriel Surenne ed altri accademici credono che l'area intorno a Raedykes detta "Kempstone Hill" possa essere il luogo dove si svolse la battaglia del Monte Graupio nell'84. Comunque vi sono molte opinioni in merito, ed anche altri siti (come Cawdor) sono stati indicati.

## Caratteristiche

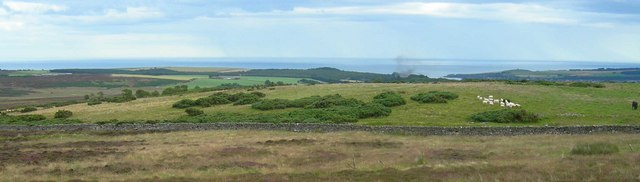
La Fortificazione romana di Raedykes, vicino alla costa di Aberdeen, vista dal settentrione.

L'accampamento aveva meno di 110 acri (45 ha.), secondo l'archeologo Macdonald che lo scoprì, e possedeva caratteristiche tipiche dell'epoca di Agricola come un fossato a cuneo profondo. Ma il Dr. St. Joseph nel 1978 lo considerò di oltre 120 acri e probabilmente costruito da Settimio Severo o da Antonino Pio (infatti nella vicina collina di Megray sono state trovate monete romane dell'epoca severiana).
La struttura aveva sei porte con fossati difensivi a forma di "V". I terrapieni difensivi denotano una struttura trapezoidale ed irregolare, causata dall'adattamento ad una piccola collina inclusa nell'accampamento. Una parte dei terrapieni è andata distrutta dall'erosione. Da questa collina, attualmente chiamata "Garrison Hill", si poteva vedere l'oceano vicino e comunicare eventualmente con la Flotta romana. Raedykes, secondo St. Joseph, poteva ospitare circa 30.000 legionari ed ausiliari. Si trovava ad una giornata di marcia dal forte di Stracathro.